# Don Alias
Charles "Don" Alias (25. december 1939 – 29. marts 2006 i New York City, USA) var en amerikansk percussionist og trommeslager.
Alias er nok mest kendt som percussionist især som Congaspiller, men mestre de fleste slaginstrumenter, også trommesættet.
Han er nok mest kendt for sit samarbejde med Miles Davis og David Sanborn. Alias har indspillet og spillet med et stort antal musikere i alle genre, såsom Elvin Jones, Herbie Hancock, Brecker Brothers, Jaco Pastorius, Pat Metheney, Carla Bley, Jack DeJohnette og Joni Mitchell. 
Han var en overgang med i fusionsgruppen Weather Report.